# Westport, South Dakota
Westport är en ort i Brown County i delstaten South Dakota, USA.